# Olios hyeroglyphicus
Olios hyeroglyphicus is een spinnensoort in de taxonomische indeling van de jachtkrabspinnen (Sparassidae).
Het dier behoort tot het geslacht Olios. De wetenschappelijke naam van de soort werd voor het eerst geldig gepubliceerd in 1918 door Cândido Firmino de Mello-Leitão.